# Каєрі
Каєрі (груз. კაერი) — село в Грузії.
За даними перепису населення 2014 року в селі проживає 81 особа.